# Craspedorhachis
Craspedorhachis là một chi thực vật có hoa trong họ Hòa thảo (Poaceae).

## Loài
Chi Craspedorhachis gồm các loài: